# Etsako East
Etsako East è una delle diciotto aree a governo locale (local government areas) in cui è suddiviso lo stato di Edo, nella Repubblica Federale della Nigeria.
Si estende su una superficie di 1.133 km² e conta una popolazione di 145.996 abitanti.